# 马厂镇 (沭阳县)
马厂镇，是中华人民共和国江苏省宿迁市沭阳县下辖的一个乡镇级行政单位。

## 行政区划
马厂镇下辖以下地区：
马厂社区、厂南社区、厂东社区、厂西社区、厂北社区、赵大庄村、大单庄村、司庄村、民主村、双圩村、古南村、马棚村、金墩村、东场村、炳来村、葛园村、葛荡村、青春村、王竹园村、丁大庄村、杨桥村、老胡庄村、老王圩村和大口桥村。